# موکاوا، هوکایدو
موکاوا، هوکایدو (به لاتین: Mukawa, Hokkaido) یک منطقهٔ مسکونی در ژاپن است که در Iburi Subprefecture واقع شده‌است. موکاوا ۱۰٬۲۰۷ نفر جمعیت دارد.